# Lisa Murkowski
Pour les articles homonymes, voir Murkowski.
Lisa Murkowski, née le 22 mai 1957 à Ketchikan (Alaska), est une femme politique américaine, membre du Parti républicain et sénatrice de l'Alaska au Congrès des États-Unis depuis 2002.

## Biographie

### Enfance et études
Lisa Murkowski est la fille de Nancy et Frank Murkowski, dont la famille est d'origine polonaise. Elle étudie au lycée à Fairbanks. Elle est diplômée en économie de l'université de Georgetown en 1980, puis en droit de l'université Willamette en 1985. Elle est procureure à Anchorage de 1985 à 1998.

### Vie personnelle
Lisa Murkowski épouse Verne Martell en 1987. De ce mariage naissent deux garçons : Nicolas et Matthew.

### Carrière politique

#### Débuts en politique
En 1998, elle est élue à la chambre des représentants de l'Alaska, puis réélue en 2000 et 2002. Elle est choisie pour devenir le chef de la majorité durant la session 2003-2004, mais elle démissionne lorsqu'elle devient sénatrice en décembre 2002.

#### Sénatrice des États-Unis

##### Premier mandat
En 2002, Frank Murkowski est élu gouverneur de l'Alaska. Il choisit sa fille pour le remplacer au Sénat, où il est en poste depuis 22 ans. Lisa Murkowski est notamment préférée à Sarah Palin, très investie dans la campagne de son père. Elle est alors considérée comme une modérée, pouvant faire face à Tony Knowles, s'il venait à se présenter aux élections de 2004. En réaction, une pétition est lancée pour que les sièges vacants donnent lieu à une élection partielle et non plus une nomination par le gouverneur. En 2004, une initiative est adoptée par les Alaskains pour que le siège reste vacant jusqu'à une élection partielle.
Elle devient la première femme à représenter l'Alaska au Congrès des États-Unis et le premier sénateur né en Alaska. Lors de ce premier mandat, 95 % de ses votes coïncident avec les votes de son parti.

##### Deuxième mandat

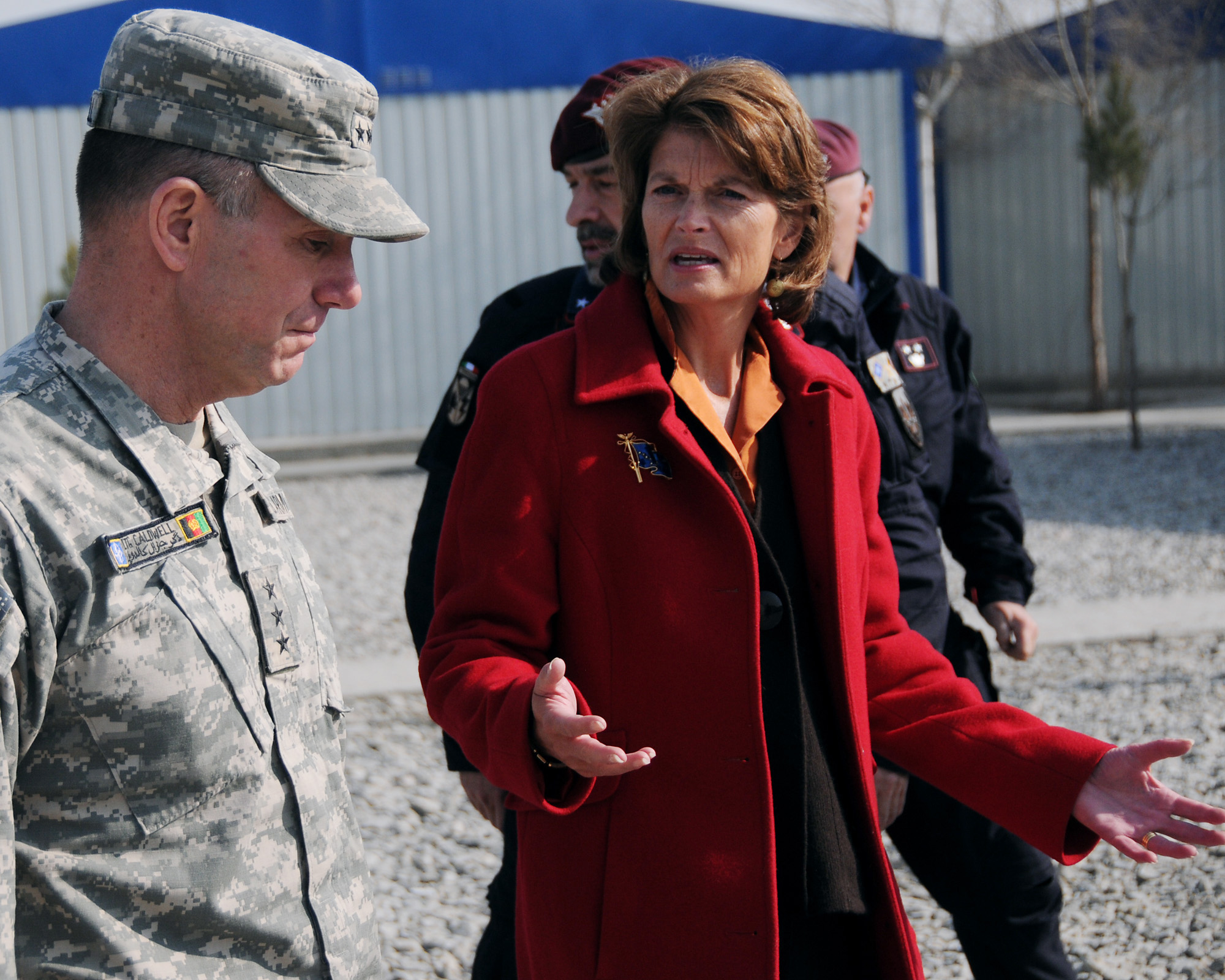
Lisa Murkowski en Afghanistan en 2010.

Elle se présente aux élections sénatoriales de 2004 pour conserver son mandat. Elle affronte le démocrate Tony Knowles, ancien gouverneur de l'État. L'élection est considérée comme l'une des plus serrées du pays, notamment en raison des critiques de népotisme à l'égard de Lisa Murkowski, sénatrice grâce à son père. Au soir des élections, elle revendique la victoire, mais son adversaire dit que tous les votes n'ont pas encore été pris en compte. Elle remporte l'élection avec 48,58 % des voix contre 45,55 % pour Tony Knowles, selon résultats officiels après recomptage. L'appui de l'autre sénateur républicain d'Alaska, Ted Stevens, en fin de campagne, aurait été décisif dans sa victoire.
Quand le Sénat devient démocrate en 2007, elle vote à 80 % en accord avec son parti, contre 91 % en 2005-2006. Sous la présidence de Barack Obama, elle s'oppose au plan de relance du gouvernement, à l'« Obamacare » et aux nominations de Sonia Sotomayor et Elena Kagan à la Cour suprême des États-Unis.

##### Troisième mandat
Lisa Murkowski est candidate à un nouveau mandat pour les élections sénatoriales de 2010. Alors que les sondages lui donnaient une avance confortable, elle perd les primaires républicaines d'environ 1 600 voix au mois d'août. C'est le candidat ultra-conservateur Joe Miller, soutenu par l'ancienne gouverneur Sarah Palin et les Tea Party, qui l'emporte. Elle concède sa défaite la semaine suivant les élections. À la mi-septembre, elle annonce sa volonté de se présenter à l'élection sénatoriale en tant que candidate write-in, c'est-à-dire que son nom doit être inscrit par les électeurs eux-mêmes sur le bulletin de vote. Le 2 novembre, les premiers résultats la voient arriver en tête des élections avec environ 40 % des voix, contre 34 % à Joe Miller et 24 % au démocrate Scott McAdams.
Mais Joe Miller conteste les résultats, posant notamment la question de la nécessité de l'orthographe correcte du nom Murkowski. Après deux semaines de recomptage, sa réélection est confirmée, même en retirant les bulletins jugés litigieux. Lisa Murkowski devient le premier sénateur élu en tant que write-in depuis Strom Thurmond en 1954. Joe Miller refuse de concéder sa défaite et dépose plusieurs recours devant les tribunaux. Ce n'est que le 30 décembre que son élection est certifiée par le gouverneur de l'État, Sean Parnell, avec 10 252 bulletins d'avance sur Joe Miller.
Pendant les élections, Lisa Murkowski avait fait appel aux républicains modérés, aux démocrates les plus conservateurs et aux indépendants. Elle a aussi bénéficié du soutien crucial des Amérindiens de l'Alaska qui représentent 15 % de la population de l'État. Après sa victoire, elle se recentre et se montre davantage indépendante du Parti républicain dans ses votes. Certains groupes la qualifiant comme la républicaine la moins conservatrice, devant même les sénatrices modérées du Maine Susan Collins et Olympia Snowe. 
Elle devient présidente du Comité sur l'énergie et les ressources naturelles du Sénat en janvier 2015. Si elle ne nie pas l'existence du réchauffement climatique, elle s'oppose généralement aux mesures visant à y faire face, notamment en défendant les intérêts des industries pétrolières et gazières contre les règlementations de l'Agence de protection de l’environnement. 

##### Quatrième mandat

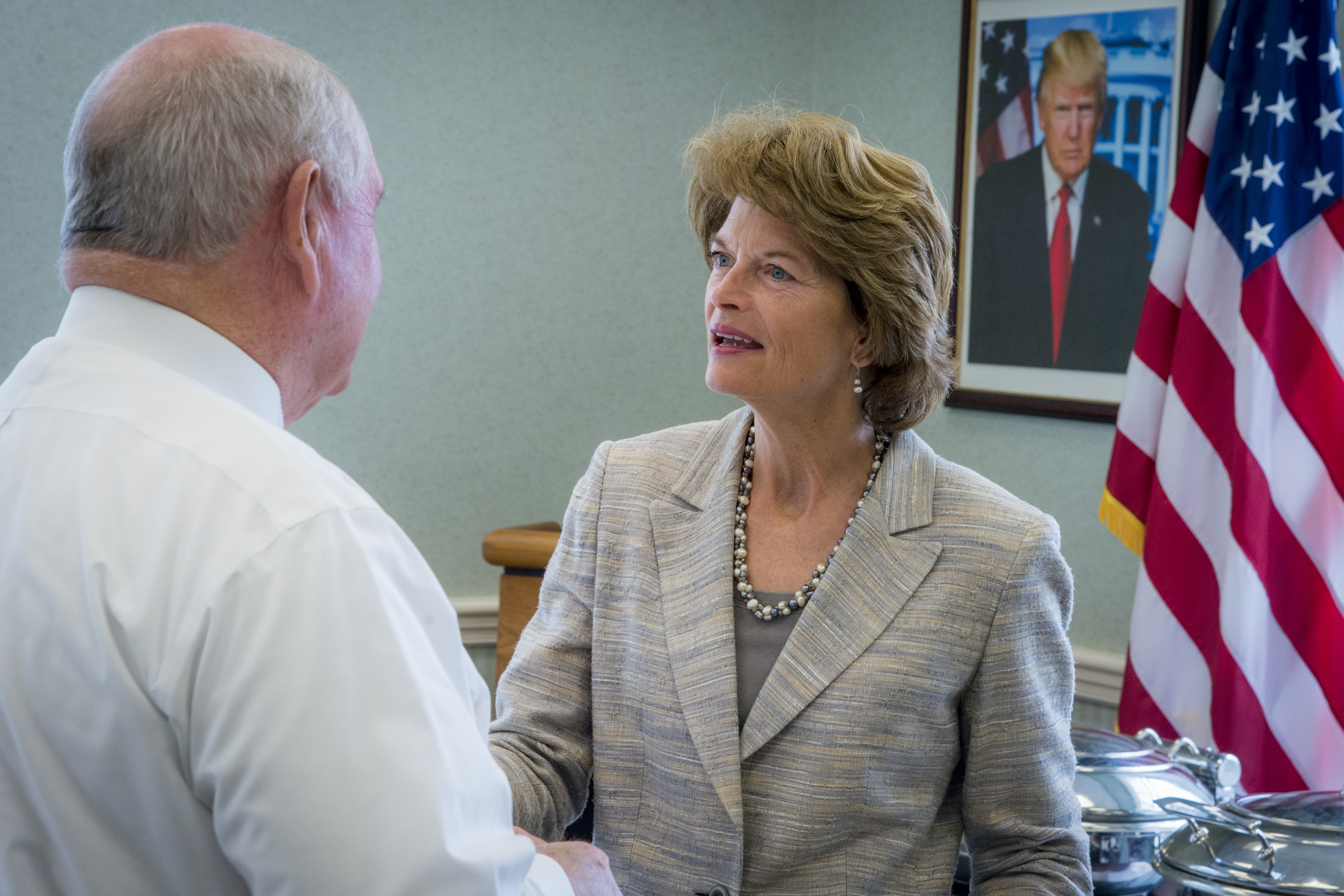
Lisa Murkowski discutant avec le secrétaire à l'Agriculture Sonny Perdue en 2017.

Le 8 novembre 2016, après avoir obtenu l'investiture républicaine, elle affronte une nouvelle fois Joe Miller, qui se présente comme libertarien, ainsi que quatre autres candidats. Elle est réélue avec 44,36 % des voix, devant Miller à 29,16 %. Comme son collègue Dan Sullivan, elle refuse d'appuyer la candidature de Donald Trump à la présidence, lui reprochant notamment son attitude indigne envers les femmes. 
En juillet 2017, elle est un des trois sénateurs républicains à voter contre le projet de loi modifiant l'Obamacare proposé par la majorité républicaine au Sénat parce qu'elle juge que les modifications proposées pourraient porter préjudice à son électorat en privant de nombreuses personnes, dont les Amérindiens, d'une couverture médicale.
Le 6 octobre 2018, Murkowski est la seule républicaine à s'abstenir lors de la confirmation de Brett Kavanaugh, qui est accusé d'agression sexuelle, à la Cour suprême. Opposée à la nomination, elle choisit cependant de s'abstenir pour que son collègue Steve Daines — soutenant Kavanaugh — puisse assister au mariage de sa fille. Deux ans plus tard, elle déclare qu'elle ne votera pas la confirmation d'Amy Coney Barrett, nommée par Donald Trump à la Cour suprême, et dont l'audition par la commission sur la Justice du Sénat débute le 12 octobre 2020. Elle justifie sa décision par la proximité de l'élection présidentielle. Si elle vote effectivement contre le lancement de la procédure de confirmation d'Amy Coney Barrett, elle vote finalement en faveur de sa nomination à la Cour suprême, citant les qualifications de la juge.
Le 8 janvier 2021, elle est la première sénatrice républicaine à appeler publiquement à la démission de Donald Trump à la suite de l'assaut du Capitole par ses partisans : « Je veux qu’il parte. Il a causé suffisamment de dégâts. ».
Lisa Murkowski est un des sept sénateurs républicains qui votent avec les 50 sénateurs démocrates pour la condamnation de Donald Trump lors du second procès en destitution de ce dernier devant le Sénat, qui se termine par l'acquittement de l'ex-président, prononcé le 13 février 2021 par le Sénat, la majorité des deux tiers n'ayant pas été atteinte. Les sept sénateurs républicains qui votent pour la condamnation sont : Susan Collins (Maine), Lisa Murkowski (Alaska), Mitt Romney (Utah), Ben Sasse (Nebraska), Pat Toomey (Pennsylvanie), Richard Burr (Caroline du Nord) et Bill Cassidy (Louisiane). Après l'acquittement, la présidente de la Chambre des représentants des États-Unis Nancy Pelosi déclare : « Je salue les sénateurs républicains qui ont voté selon leur conscience et pour notre pays. Le refus des autres sénateurs républicains de tenir Trump pour responsable d'avoir déclenché une violente insurrection pour s'accrocher au pouvoir sera considéré comme l'un des jours les plus sombres et des actes les plus déshonorants de l'histoire de notre nation ».

##### Cinquième mandat
En juin 2021, Donald Trump apporte son soutien à la républicaine Kelly Tshibaka en vue des élections sénatoriales de 2022 pour lesquelles Murkowski officialise sa candidature en novembre 2021,. En novembre 2022, elle est réélue contre sa rivale républicaine dans la première élection sénatoriale tenue en Alaska sous le système du vote à second tour instantané.
Lors des primaires républicaines pour l'élection présidentielle de 2024, elle apporte son soutien à Nikki Haley. Après l'abandon de cette dernière à la suite du Super Tuesday, elle réaffirme qu'elle ne votera pas pour Donald Trump lors de l'élection générale.